# پینبال اعتیادآور
«پینبال اعتیادآور» (انگلیسی: Addiction Pinball) یک بازی ویدئویی در سبک pinball است که توسط MicroProse و در سال ۱۹۹۸ و در پلت‌فرم مایکروسافت ویندوز منتشر شده‌است.